# Cheyenne Rosenthal
Cheyenne Rosenthal, född 23 juli 2000 i Brilon, är en tysk rodelåkare.

## Karriär
Vid VM 2025 i Whistler tog Rosenthal silver tillsammans med Jessica Degenhardt i dubbel samt brons tillsammans med Jessica Degenhardt, Tobias Wendl och Tobias Arlt i mixeddubbel.